# تود، ساسکاچوان
تود، ساسکاچوان (به انگلیسی: Thode, Saskatchewan) یک منطقهٔ مسکونی در کانادا است که در ساسکاچوان واقع شده‌است. تود ۱۶۰ نفر جمعیت دارد.